# Monarcha frater
El monarca alinegro (Monarcha frater) es una especie de ave paseriforme de la familia Monarchidae propia de Nueva Guinea y el noreste de Australia.

## Distribución y hábitat
Se encuentra en los bosques húmedos tropicales del noroeste de Australia y Nueva Guinea.